# Zalamea la Real
Zalamea la Real es un municipio y localidad española de la provincia de Huelva, en la comunidad autónoma de Andalucía. Cuenta con una población de 2963 habitantes (INE 2024). El municipio se encuentra situado a una altitud de 412 metros y a 67 kilómetros de la capital de provincia, Huelva. 
Históricamente, Zalamea la Real ha estado estrechamente ligada a la actividad minera, llegando a existir varios yacimientos dentro de su término municipal. Ya durante la Antigüedad se explotaron los recursos minerales de la zona, pero sería a partir del siglo XIX cuando estas actividades vivieron un auténtico auge. Bajo la égida del capital extranjero se construyeron varias líneas de ferrocarril y numerosos poblados mineros, ya que las labores de extracción requerían de un gran número de trabajadores. Zalamea también estuvo muy ligada a las actividades de la cercana cuenca minera de Riotinto-Nerva. 
El término municipal comprende varios núcleos menores: Marigenta, Las Delgadas, El Buitrón, Membrillo Alto, Montesorromero, El Pozuelo y El Villar.

## Geografía

### Ubicación
Integrado en la comarca de la Cuenca Minera, se encuentra cercano al centro geográfico de la provincia de Huelva. Se sitúa a 61 kilómetros de la capital provincial. El término municipal está atravesado por la carretera nacional N-435 (Badajoz-Huelva), por la carretera autonómica A-468 (Calañas-Zalamea la Real) y por una carretera local que permite la comunicación con Berrocal. 
Limita con El Campillo y Berrocal dentro de su comarca, además de con Almonaster la Real (Sierra de Huelva), Calañas y Valverde del Camino (El Condado).
| Noroeste: Almonaster la Real | Norte: El Campillo       | Noreste: El Campillo |
| Oeste: Calañas               |                          | Este: Berrocal       |
| Suroeste Valverde del Camino | Sur: Valverde del Camino | Sureste: Berrocal    |

## Historia
Según la enciclopedia Espasa, el actual municipio estaría relacionada con la antigua ciudad romana de la Bética llamada Calento.

### Historia contemporánea
Zalamea la Real ha estado históricamente ligado a la minería, en especial con la cuenca minera de Riotinto-Nerva. Durante la segunda mitad del siglo XIX se pusieron en explotación las minas de Buitrón y la mina Concepción por parte de empresas de capital británico.  
Para dar salida hasta la costa al mineral extraído en la zona se construyeron varias líneas férreas que permitieron enlazar Zalamea la Real con Huelva y otros municipios de la provincia. En 1870 se inauguró el llamado ferrocarril de Buitrón, cuyo trazado llegaba desde San Juan del Puerto. Algún tiempo después se inauguró un ramal hasta Mina Concepción. En 1904 se inauguraría un ramal del ferrocarril de Riotinto que llegaba hasta Zalamea. Debido a ello, el municipio llegó a contar dos estaciones de tren: la estación vieja, perteneciente al ferrocarril de Buitrón; y la estación nueva, que servía al ferrocarril de Riotinto.
La actividad minera y las necesidades de mano de obra que requería supuso la llegada a Zalamea la Real de numerosos inmigrantes, lo que se tradujo en un aumento considerable de la población. Para 1910 el municipio contaba con más de 13.000 habitantes. No obstante, la minería también propició la aparición de nuevos núcleos de población, lo que llevaría a la segregación de nuevos municipios: Minas de Riotinto en 1841, Nerva en 1885 y El Campillo en 1931. Esto conllevó una reducción del tamaño del término municipal de Zalamea, si bien esta continuó siendo una de las poblaciones más importantes de la zona.

## Demografía
Zalamea la Real cuenta con una población de 2963 habitantes (INE 2024).
| Gráfica de evolución demográfica de Zalamea la Real entre 1842 y 2021 |
| |
| Población de derecho según los censos de población del INE Población de hecho según los censos de población del INEEntre el censo de 1887 y el anterior, disminuye el término del municipio porque independiza a Nerva Entre el censo de 1940 y el anterior, disminuye el término del municipio porque independiza a Campillo |

### Núcleos de población
El término municipal de Zalamea la Real comprende otras siete localidades además del núcleo principal:
- El Buitrón
- Las Delgadas
- Marigenta
- Membrillo Alto
- Montesorromero
- El Pozuelo
- El Villar

La aldea de Membrillo Bajo, actualmente despoblada, fue declarada Lugar de Memoria Histórica de Andalucía el 27 de diciembre de 2013.

## Administración y política

### Histórico de alcaldes
| Periodo   | Nombre                   | Partido |
| --------- | ------------------------ | ------- |
| 1979-1983 | Antonio Domínguez Gómez  | PSOE    |
| 1983-1987 | Antonio Domínguez Gómez  | PSOE    |
| 1987-1991 | Francisco Sánchez Moreno | PSOE    |
| 1991-1995 | Francisco Sánchez Moreno | PSOE    |
| 1995-1999 | Vicente Zarza Vázquez    | PSOE    |
| 1999-2003 | Vicente Zarza Vázquez    | PSOE    |
| 2003-2007 | Marcos García Núñez      | IULV-CA |
| 2007-2011 | Vicente Zarza Vázquez    | PSOE    |
| 2011-2015 | Marcos García Núñez      | IULV-CA |
| 2015-2019 | Marcos García Núñez      | IULV-CA |
| 2019-2023 | Diego Rodríguez Pérez    | PSOE    |
| 2023-act. | Diego Rodríguez Pérez    | PSOE    |

## Economía

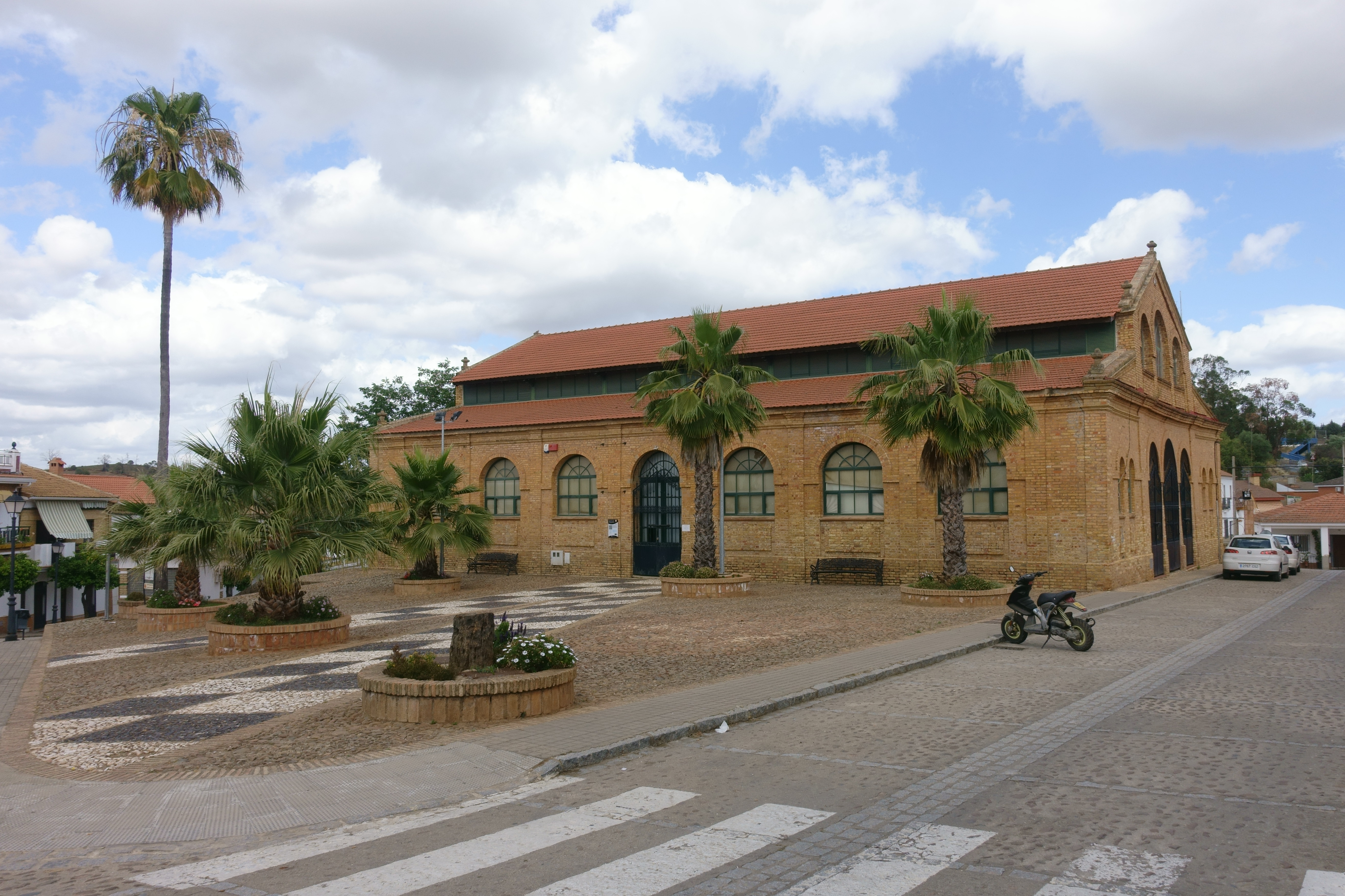
Antiguo mercado de abastos

### Evolución de la deuda viva municipal
| Gráfica de evolución de Deuda viva del Ayuntamiento de Zalamea la Real entre 2008 y 2021                                |
| |
| Deuda viva del Ayuntamiento de Zalamea la Real en miles de Euros según datos del Ministerio de Hacienda y Ad. Públicas. |

## Transporte y comunicaciones

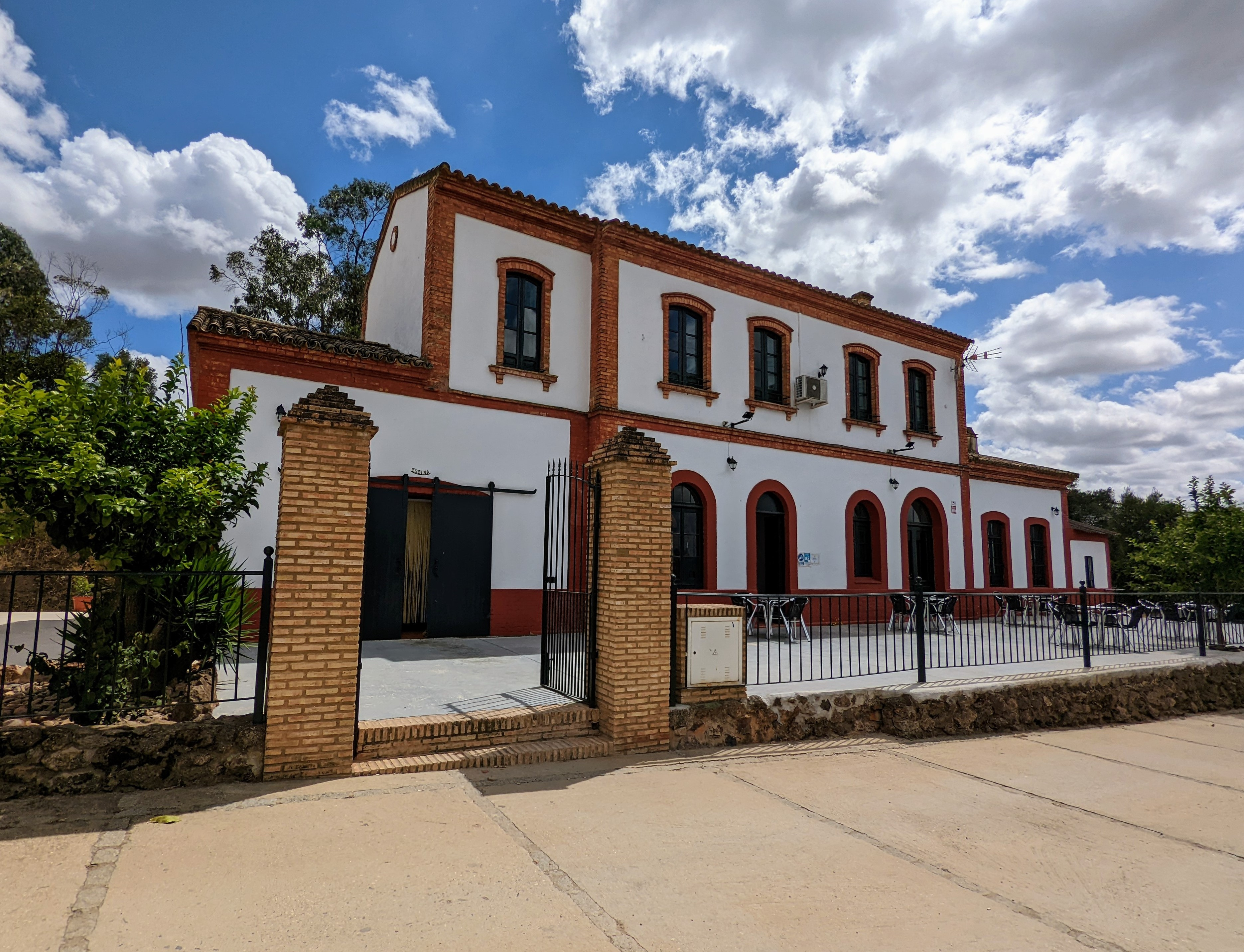
Antigua estación de ferrocarril

La principal vía de comunicación terrestre es la  N-435 , que atraviesa el municipio de norte a sur.
| Identificador | Denominación                              | Origen - Destino                         | Longitud (km) |
| ------------- | ----------------------------------------- | ---------------------------------------- | ------------- |
| N-435         | Carretera nacional N-435                  | Badajoz - San Juan del Puerto            | 201,44        |
| A-461         | De Santa Olalla de Cala a Zalamea la Real | Santa Olalla de Cala - Minas de Riotinto | 54,03         |
| A-478         | De Zalamea la Real a Calañas              | Zalamea la Real - Calañas                | 23,96         |
| HU-5104       | HU-5104                                   |                                          |               |
| HU-6104       | HU-6104                                   |                                          |               |
| HV-5015       | HV-5015                                   |                                          |               |

## Administración municipal

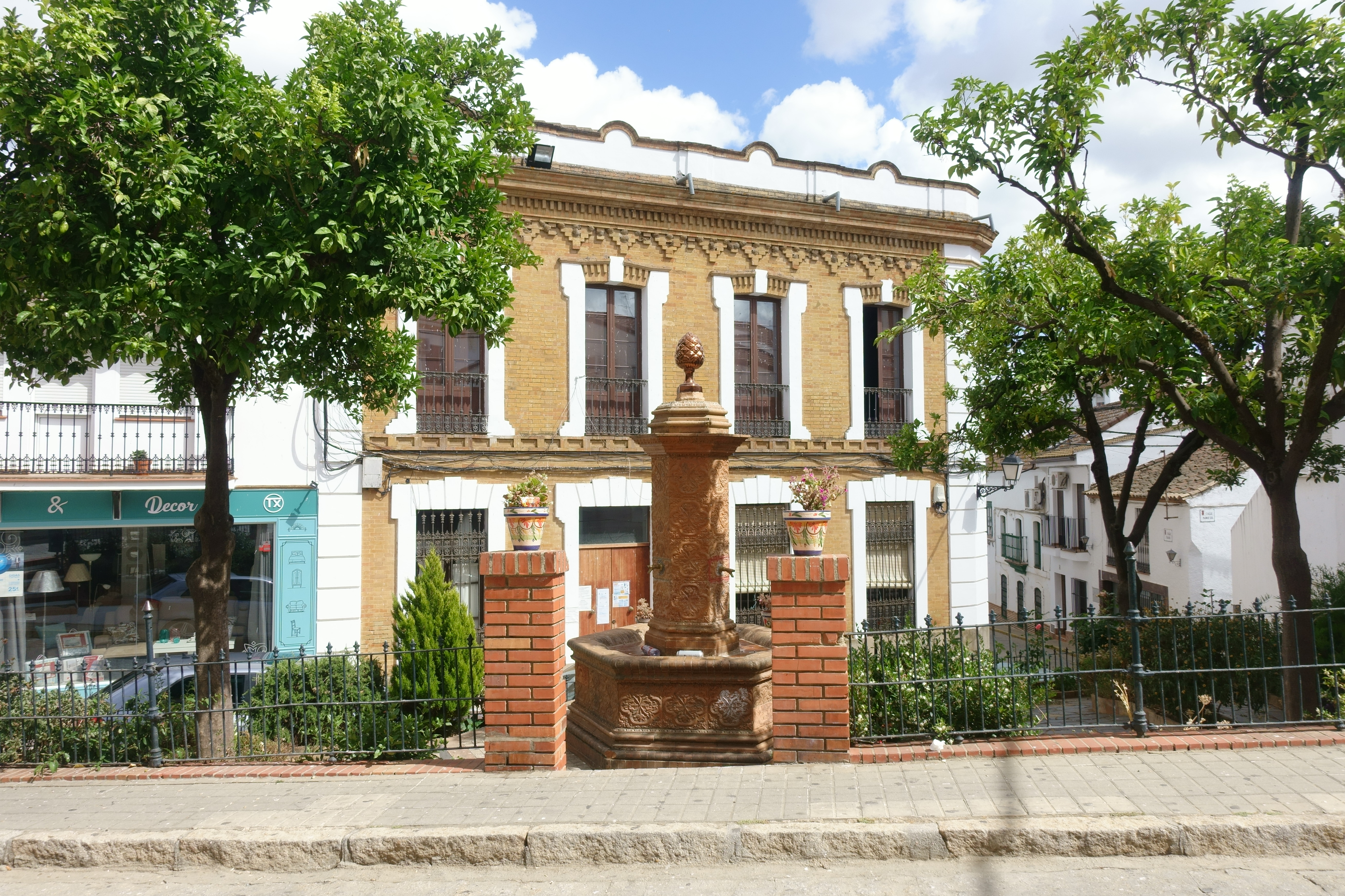
Jardincillo

El Pleno del Ayuntamiento de Zalamea la Real se compone de once concejales. En el mandato 2019-2023 se distribuyen de la siguiente manera:
| Grupo municipal | Concejales |
| --------------- | ---------- |
| PSOE-A          | 6          |
| IU              | 3          |
| PP              | 2          |

## Servicios

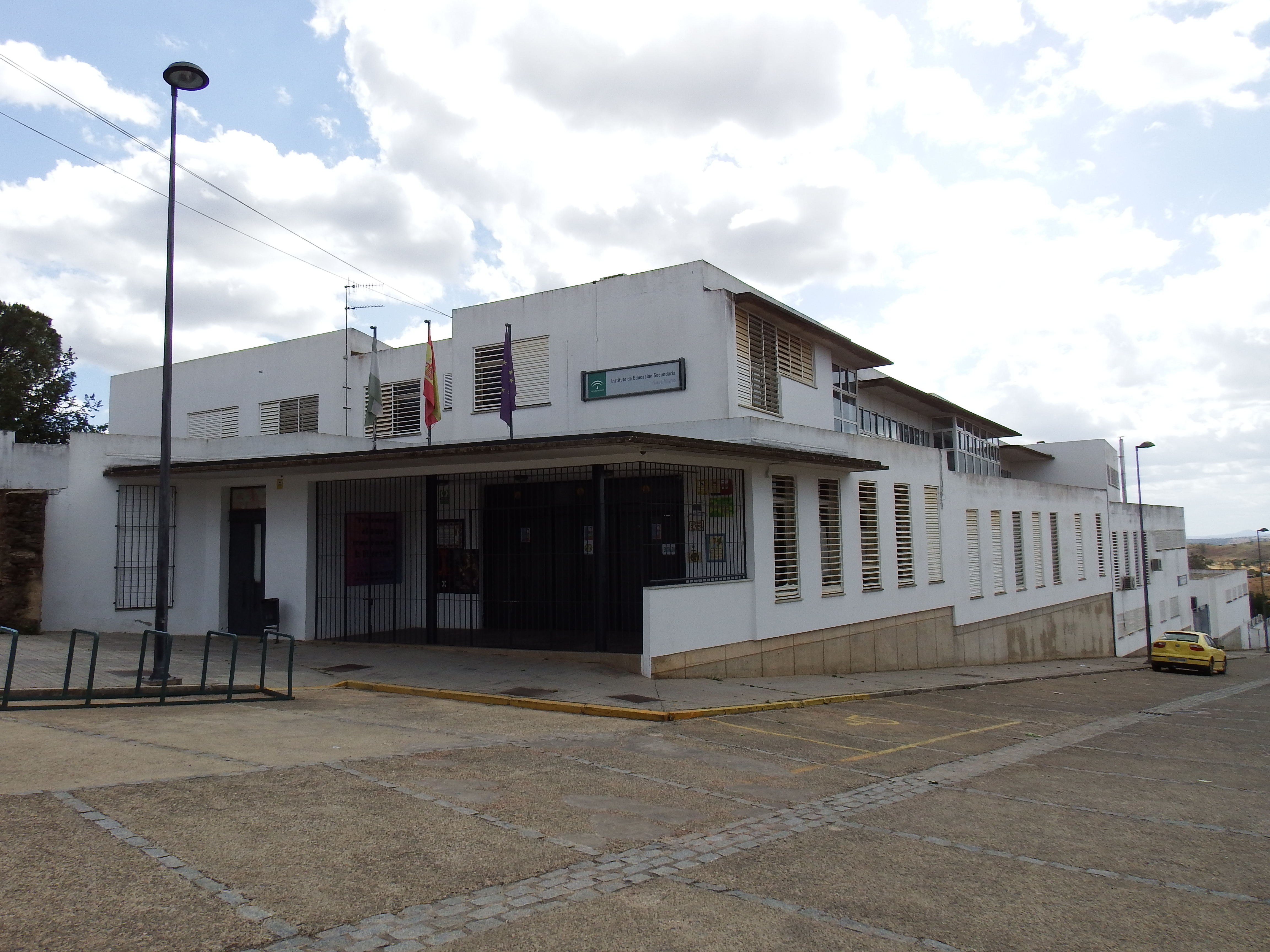
IES Nuevo Milenio

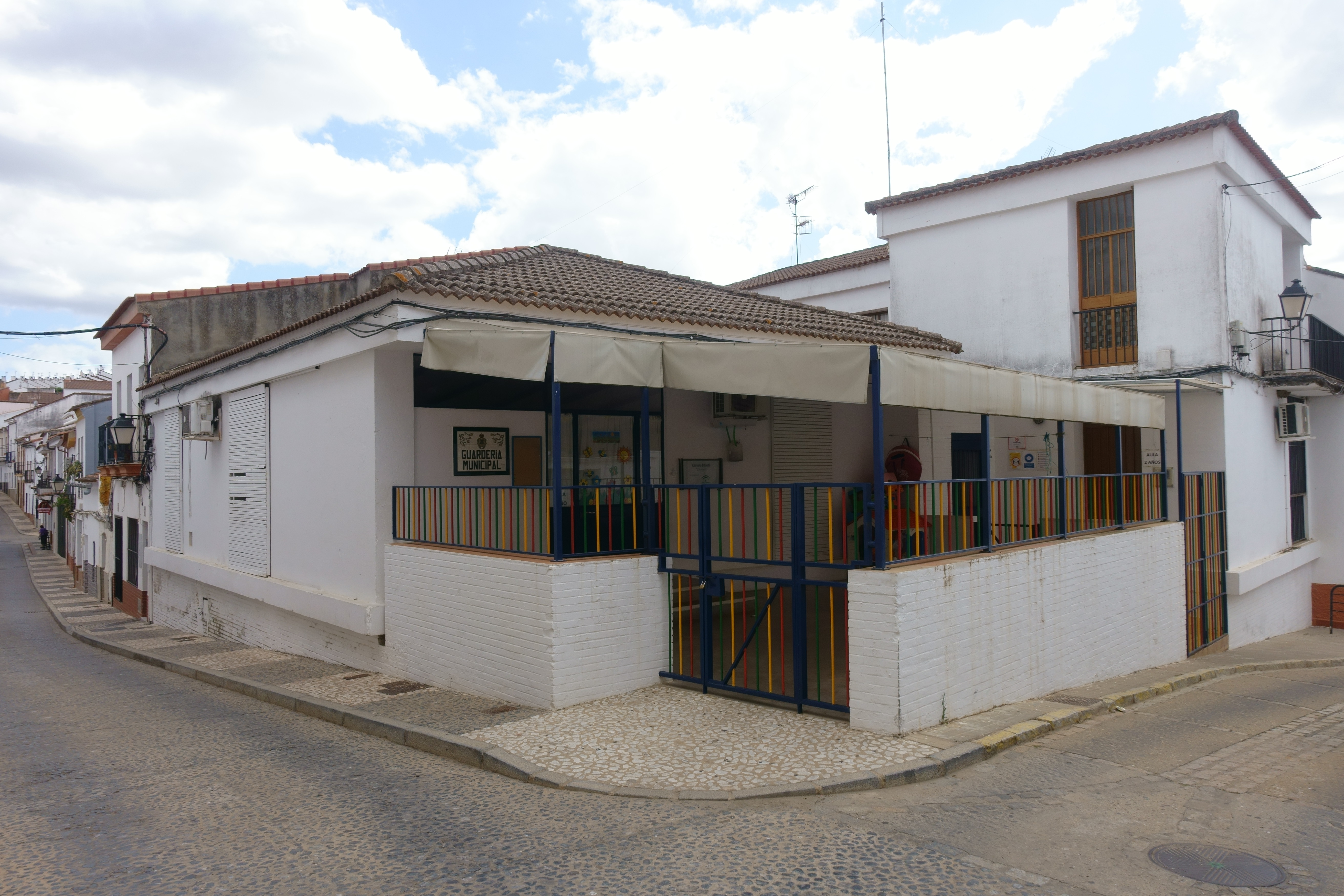
Guardería municipal

El núcleo principal cuenta con cuatro centros educativos (EI Zalarines, CEIP San Vicente Mártir, IES Nuevo Milenio y SEP El Jardín) que cubren todas las etapas educativas no universitarias. Cuenta además con un consultorio de salud y el hospital más cercano es el Hospital de Riotinto.

## Cultura

### Patrimonio histórico

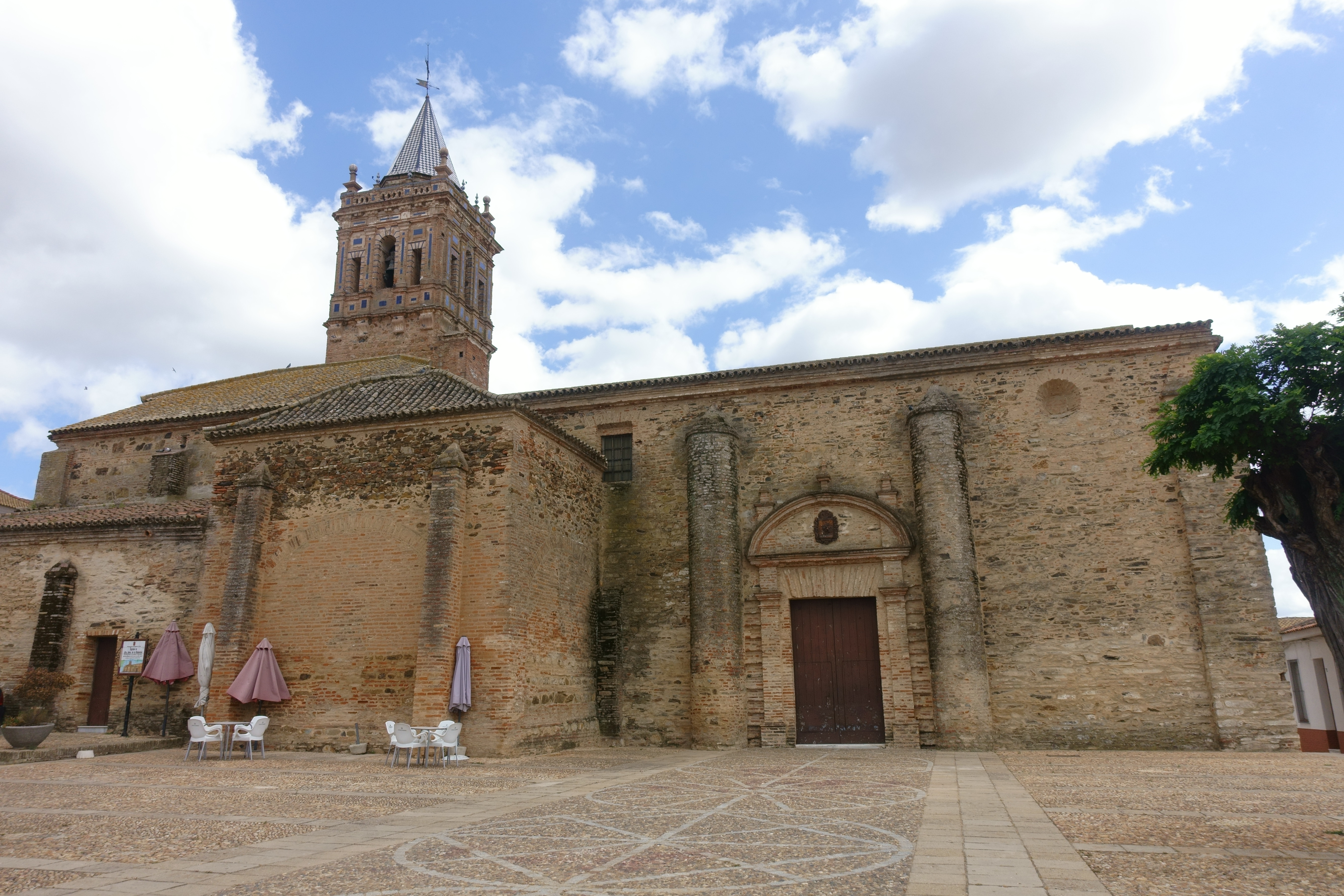
Iglesia de Nuestra Señora de la Asunción

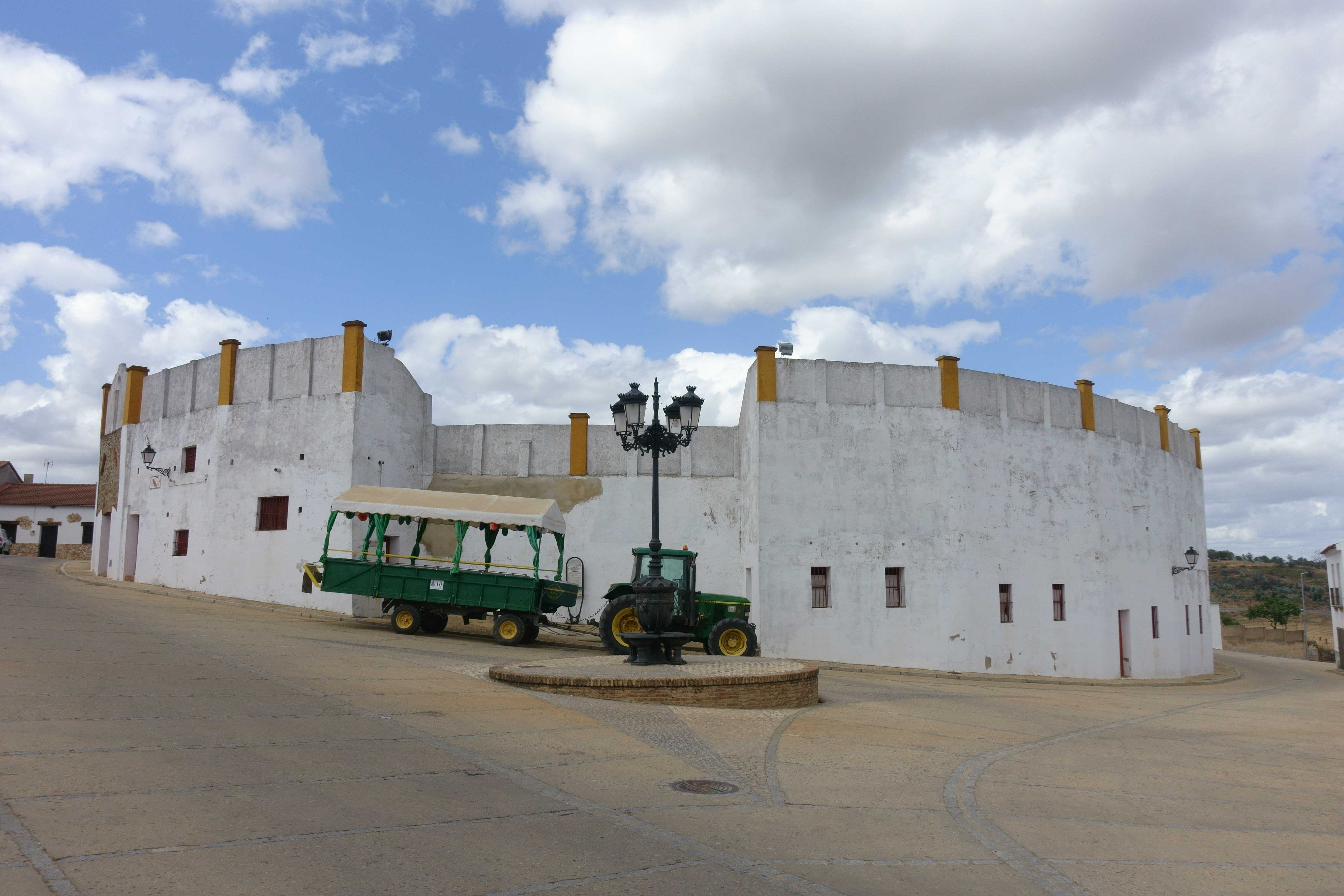
Plaza de toros

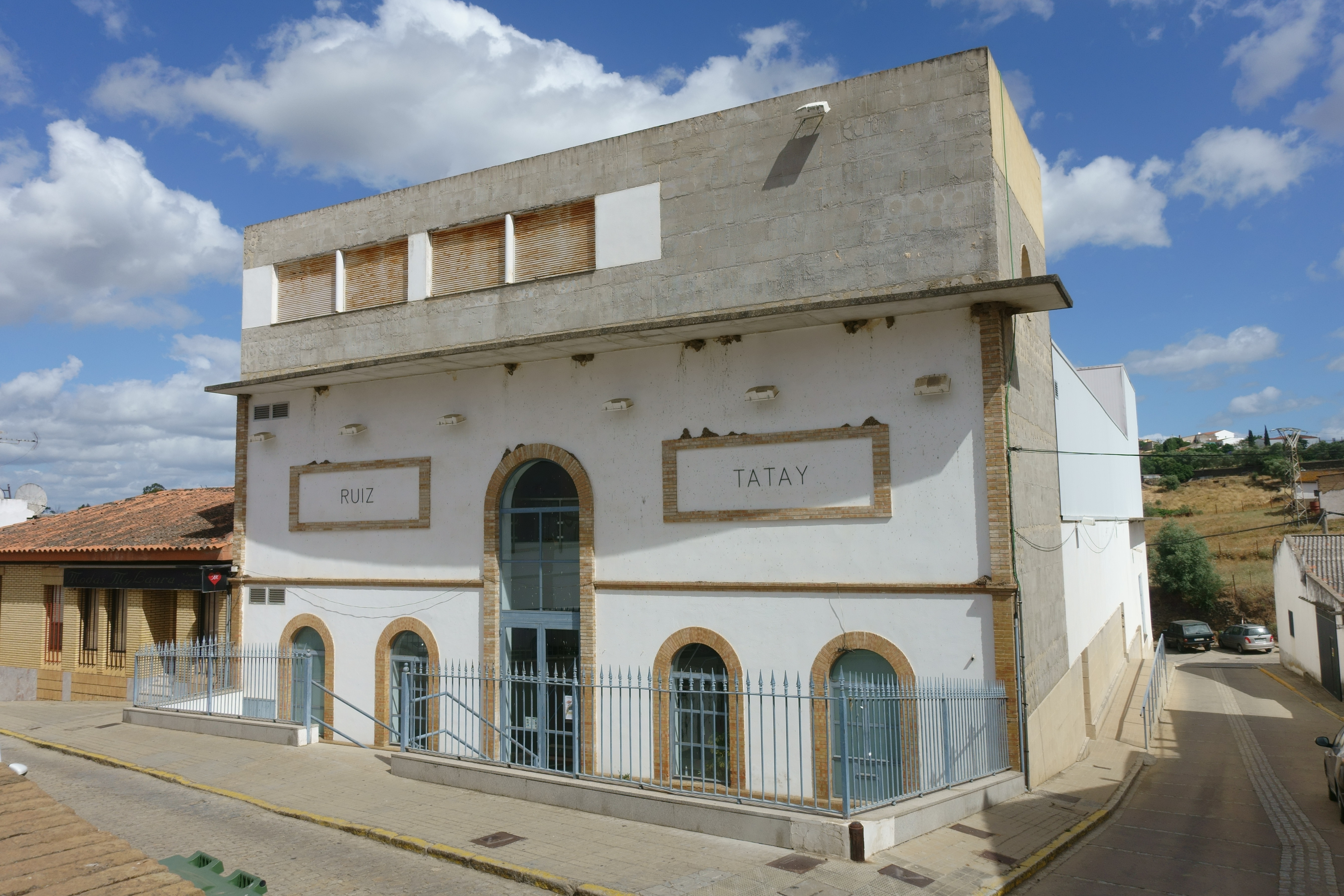
Teatro Ruiz Tatay

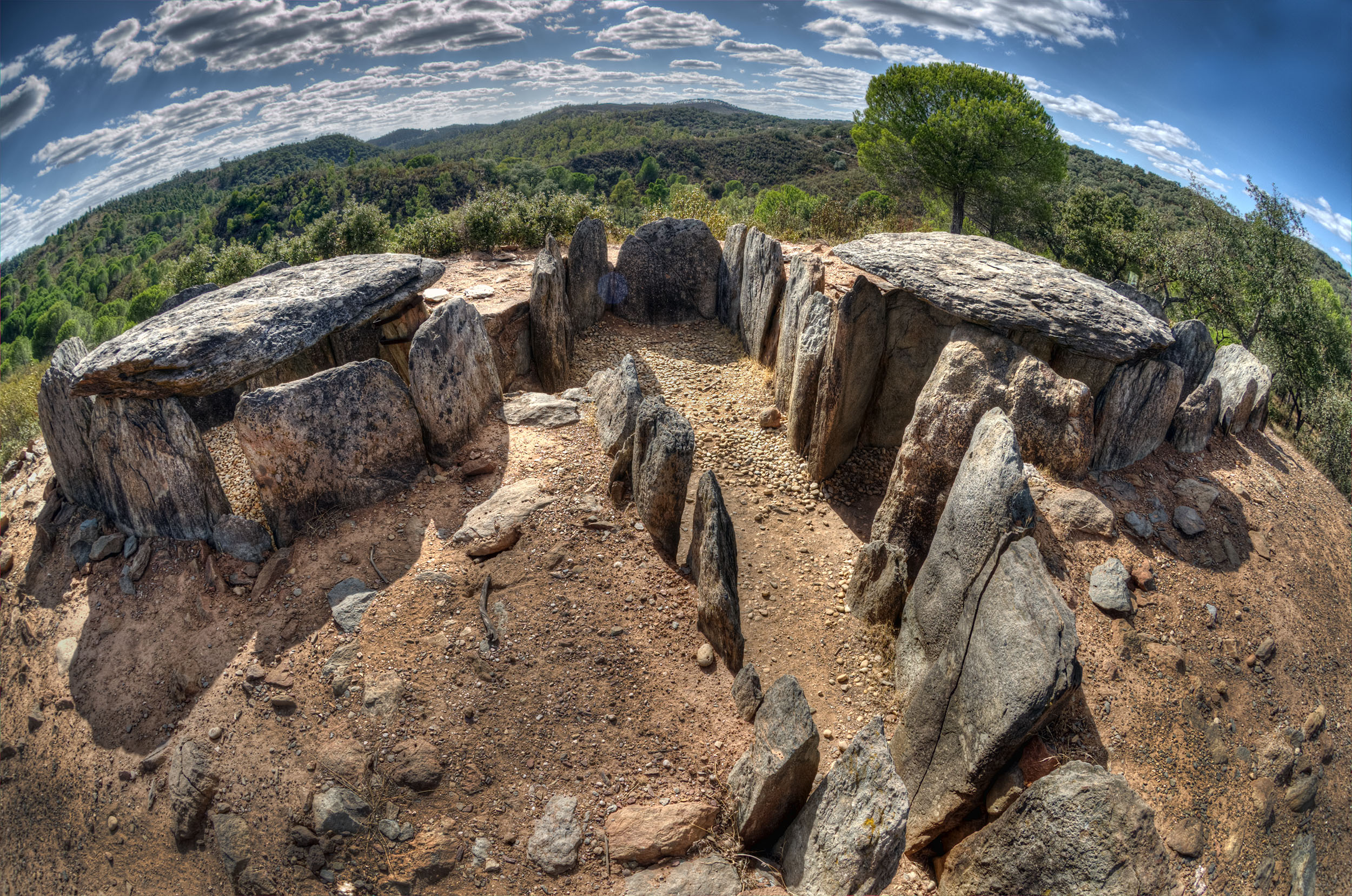
Domen El Riscal-La Veguilla, perteneciente al conjunto de El Pozuelo

- Conjunto Arqueológico de los Dólmenes de El Pozuelo: conjuntos arqueológicos de época megalítica.
- Mina de Chinflón
- Grabados Rupestres de Los Aulagares
- Iglesia de Nuestra Señora de la Asunción
- Ermita de San Vicente Mártir
- Ermita de San Blas
- Ermita de San Sebastián o de la Divina Pastora
- Ermita del Santo Sepulcro
- Plaza de toros

### Fiestas y ferias
- Cabalgata de Reyes Magos
- San Vicente Mártir: fiesta patronal iniciada en el siglo XV.
- Romería de San Blas
- Semana Santa
- El Romerito
- Corpus Christi
- Verbena de San Juan
- Jornadas Hispanomusulmanas
- Feria de Septiembre: feria ganadera anual iniciada en 1843.
- El Rosario
- La Noche de las Candelas

### Deportes
- Fútbol: el Zalamea Club de Fútbol juega en la primera división andaluza.
- Motociclismo: Moto club Tragatierra.